# Salix yoshinoi
Salix yoshinoi är en videväxtart som beskrevs av Koidzumi. Salix yoshinoi ingår i släktet viden, och familjen videväxter. Inga underarter finns listade i Catalogue of Life.